# 진범 (영화)
"진범"은 2019년에 개봉한 대한민국의 영화이다.

## 캐스팅
- 송새벽 : 이영훈 역
- 유선 : 정다연 역
- 장혁진 : 박상민 역
- 오민석 : 김준성 역
- 정해균 : 조상필 형사 역
- 한수연 : 임유정 역
- 정희태 : 정 변호사 역
- 우미화 : 다연언니 역
- 신현탁 : 이민재 형사 역
- 장영 : 박동수 형사 역
- 윤송아 : 미나엄마 역
- 전현숙 : 정원엄마 역
- 박미리 : 효진엄마 역
- 김필 : 슈퍼사장 역
- 심혜연 : 김은진 역
- 김귀선 : 장인 역
- 최정원 : 장모 역
- 김현지 : 간호사 역
- 장혜진 : 유치원선생 역
- 김성혜 : 아이엄마 역
- 김상두 : 입구경찰 역
- 마민희 : 여고생 1 역
- 이다희 : 여고생 2 역
- 김민지 : 여고생 3 역
- 이경오 : 판사 역
- 이준헌 : 호송경찰 1 역
- 오동현 : 호송경찰 2 역
- 권현수 : 과학수사대 1 역
- 최현준 : 과학수사대 2 역
- 양예나 : 유치원아이들 역
- 박건준 : 유치원아이들 역
- 강소윤 : 유치원아이들 역
- 송하린 : 유치원아이들 역

## 같이 보기
- 2019년 대한민국의 영화 목록